# Route nationale 88 (France)
Pour les articles homonymes, voir Route nationale 88.
La route nationale 88, ou RN 88, est une route nationale française reliant historiquement Lyon à Toulouse.
Liaison transversale traversant le Massif central, elle dessert cinq préfectures de département. En 2023, elle relie Saint-Chamond (dans la continuité de l'autoroute A47) à Bourgs sur Colagne via Saint-Étienne, Le Puy-en-Velay et Mende puis, après un tronc commun avec l'autoroute A75, Sévérac d'Aveyron à Marssac-sur-Tarn via Rodez et Albi (où elle continue en tant qu'autoroute A68 jusqu'à Toulouse).

## Historique

### Avant 1824
En 1632, la route de Poste allant de Toulouse à Lyon empruntait la vallée de l'Aveyron pour rejoindre Rodez. La route royale de Toulouse à Rodez par la vallée du Tarn a été construite au XVIIIe siècle entre Saint-Sulpice et Albi, mais la traversée de la rivière s'effectuait par bac.

### Création de la route nationale
La route nationale 88 a été créée en 1824. C'est un axe transversal important reliant Lyon à Toulouse par le Massif central, en traversant sept départements et ses sept préfectures : Lyon, Saint-Étienne, Le Puy, Mende, Rodez, Albi et Toulouse.
Elle est définie comme l'axe « de Lyon à Toulouse par le Puy » ; d'une longueur de 432,973 km, sa répartition par département est la suivante :
- 30,418 km dans le Rhône, via Lyon et Brignais[3] ;
- 36,373 km dans la Loire, via Rive-de-Gier et Saint-Étienne[4] ;
- 101,998 km en Haute-Loire, via Monistrol (actuellement Monistrol-sur-Loire), Issengeaux (Yssingeaux), le Puy (Le Puy-en-Velay), Costaros et Pradelles[5] ;
- 86,992 km en Lozère, via Langogne, « la Vittarelle près de Châteauneuf », Mende, Chanac et Canourgue (La Canourgue)[6] ;
- 66,557 km dans l'Aveyron, via Saint-Geniès, Gabriac, Rodez, Carcenac (lieu-dit de Baraqueville) et Naucelle[7] ;
- 83,240 km dans le Tarn, via Laval, Crameaux (actuellement Carmaux), Alby (Albi), Gaillac, Lisle et Rabastens[8] ;
- 27,395 km dans la Haute-Garonne, via Gémil et Toulouse[9].

Dans la Haute-Loire, une ordonnance royale du 11 juillet 1846 déclarait d'utilité publique un tracé rectificatif à la RN 88 originelle entre Confolent (au sud de Monistrol-sur-Loire) et le Puy, passant par les gorges de la Loire et non par le col du Pertuis, plus difficile d'accès en période hivernale. Bien que les travaux entre Le Puy et Vorey ont été menés à leur terme en 1855, la suite des travaux a été perturbée par la concurrence avec le chemin de fer, (ouverture de la ligne de Saint-Georges-d'Aurac à Saint-Étienne-Châteaucreux). La RN 88 devait remplacer la RN 103 entre Retournac et Yssingeaux alors que le tronçon du Puy à Yssingeaux par le col du Pertuis aurait été incorporé à la RN 105 du Puy à Annonay.

### Déclassements et redéfinition de l'itinéraire
En 1972, une première vague de déclassements entraîne le transfert d'un grand nombre de routes nationales dans le domaine routier départemental. Trois tronçons de la route nationale 88 sont concernés :
- le tronçon de Givors à Saint-Chamond a été déclassé en RD 488 dans le Rhône et en RD 88 dans la Loire à la suite de la mise en service de l'A47 ;
- le tronçon de Costaros à Châteauneuf-de-Randon, via Landos, Saint-Bonnet-de-Montauroux, Laval-Atger, Auroux et Pierrefiche, a été déclassé en RD 88 dans la Haute-Loire et en RD 988 dans la Lozère. Par la suite, la RN 88 a repris les anciens tronçons des routes nationales 102, 106 et 500 ;
- le tronçon de la RN 9, près de Banassac, à Rodez, via Saint-Geniez-d'Olt et Bozouls, a été déclassé en RD 988 dans la Lozère et l'Aveyron. La RN 88 a ensuite repris le tronçon Sévérac-le-Château - Rodez de l'ex-RN 595.

Dans le Rhône, le déclassement prend effet le 1er janvier 1973 sur toute sa longueur (12,825 km).
Dans la Loire, le déclassement prend effet le 1er janvier 1973 sur la portion comprise entre la limite du département du Rhône et la route nationale 498 à Saint-Chamond (13,95 km), puis entre la RN 82 à Saint-Étienne et la RN 500 à Firminy (9,2 km), ainsi que l'intégralité de la RN 88A (5 km).
Dans la Haute-Loire, le déclassement prend effet le 1er janvier 1973 sur la portion comprise entre la route nationale 102 près de La Sauvetat (commune de Landos) et la limite du département de la Lozère (14,663 km).
Dans le département de la Lozère, le déclassement prend effet le 1er mars 1974 sur la portion comprise entre la limite du département de la Haute-Loire et la route nationale 500 (38,24 km) et entre la route nationale 9 et la limite du département de l'Aveyron (6,083 km).
Dans l'Aveyron, le déclassement prend effet le 1er octobre 1972 sur la portion comprise entre la limite du département de la Lozère et son intersection avec la route nationale 595 à Rodez (63,685 km).
L'ancienne route nationale 88 est progressivement déclassée à la suite de la mise en service de déviations :
- dans le département de la Haute-Loire : D 461 et D 908 entre Monistrol-sur-Loire et Saint-Maurice-de-Lignon, D 988 à Yssingeaux, D 988A à Blavozy et à Brives-Charensac et D 188 entre Taulhac et Cussac-sur-Loire ;
- dans le département de la Lozère : la liaison de la N 88 à l'ancienne N 9 (actuellement D 809) aux Ajustons, non loin du viaduc de la Colagne, s'appelle D 888 ;
- dans le département de l'Aveyron : les traversées de Sévérac d'Aveyron et de Luc-la-Primaube s'appellent D 888 ;
- dans le département du Tarn : les traversées de Carmaux, Blaye-les-Mines et Le Garric sont déclassées en D 988.

À la suite de la mise en service de l'A68 entre Albi et Toulouse, la RN 88 a été déclassée en RD 988 dans le Tarn et en RD 888 dans la Haute-Garonne.
Le 4 janvier 2023, le gouvernement a annoncé le transfert de certaines routes nationales, dont la route nationale 88. Ainsi, la route nationale 88 est transférée au département de l'Aveyron entre l'échangeur du Lachet et l'A75 (45 km).
Entre l'A68 et Rodez ainsi que sur la section lozérienne, elle sera mise à disposition à la région Occitanie, et la section entre la limite Haute-Loire/Lozère et l'A72 le sera à la région Auvergne-Rhône-Alpes. Initialement prévu le 1er janvier 2024,, la mise à disposition aux régions sera faite le 1er janvier 2025,.

## Rôle et trafic

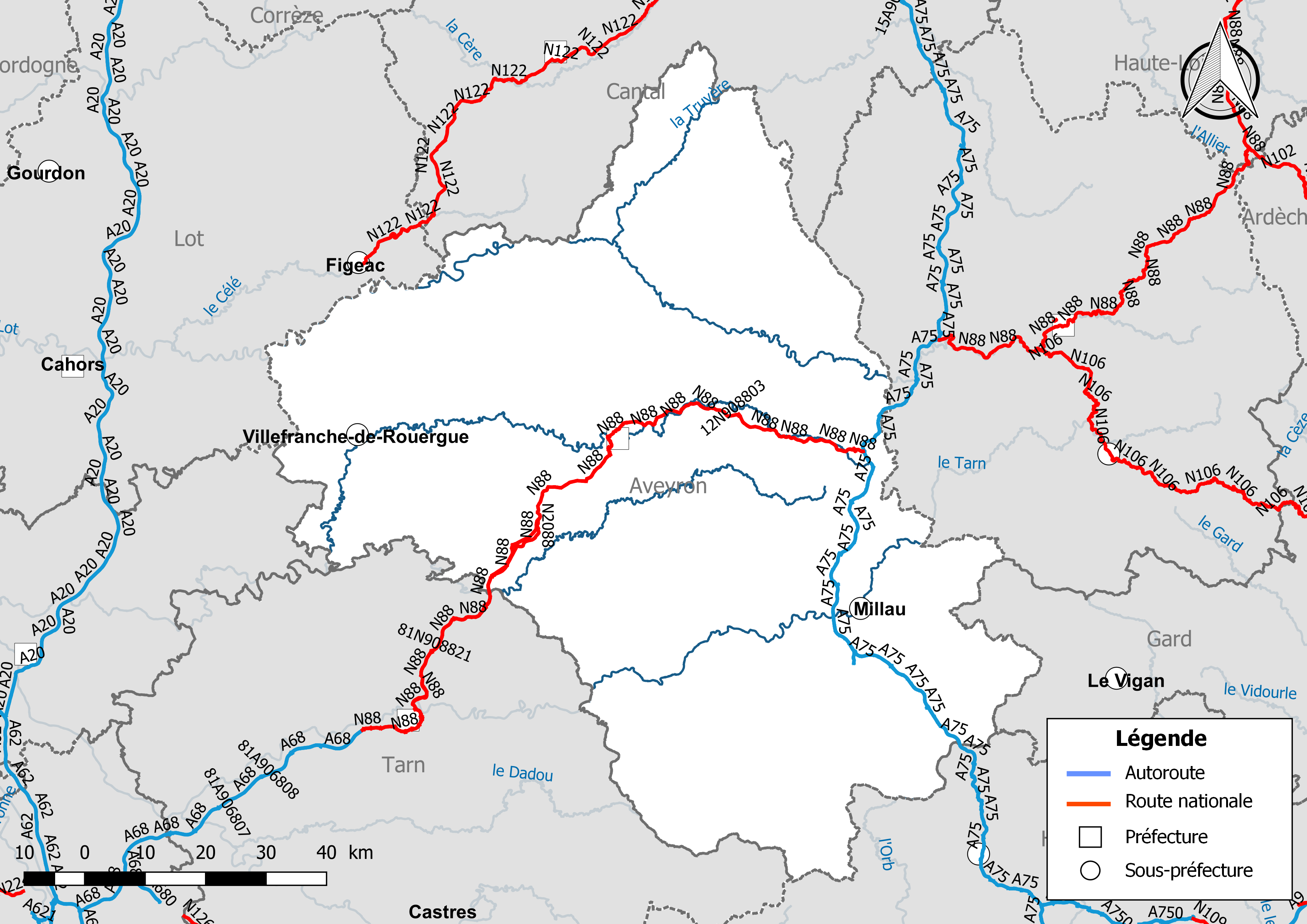
route nationale 88 du Tarn à la Haute-Loire

### Un axe transversal contribuant au désenclavement du Massif central?
La route nationale 88 traverse huit départements et relie les vallées du Rhône et de la Garonne. Cette liaison transversale n'est pourtant pas privilégiée bien que plus courte, l'itinéraire entre Lyon et Toulouse préférant contourner le Massif central en utilisant les itinéraires alternatifs via la vallée du Rhône et le Languedoc (autoroutes A7, A9 et A61), ou par le nord (autoroutes A89 et A20).
En 1975, le Plan Massif central, initié par le président de la République Valéry Giscard d'Estaing, prévoit le désenclavement routier de ce grand massif montagneux, avec la multiplication des aménagements autoroutiers (A20 Paris – Toulouse ainsi que les autoroutes autour de Clermont-Ferrand) mais l'axe Toulouse – Lyon est présenté en 1989 « comme un axe de liaison stratégique à l'échelle européenne », sur « une diagonale reliant l'Europe du sud-ouest à la mégalopole européenne ». En 1991, un colloque se tient à Toulouse afin de désengorger la vallée du Rhône et d'améliorer l'accessibilité du sud du Massif central et un « syndicat mixte d'étude et de promotion de l'axe européen Toulouse-Lyon », regroupant dix-huit collectivités territoriales, est créé.
En 1993, la route nationale 88 est classée « priorité nationale » par le Comité interministériel d'aménagement du territoire.

### Transformation progressive en voie rapide
En 1995 s'est tenu un débat sur le projet de mise à deux fois deux voies de la route nationale 88 à l'Assemblée nationale. Présenté comme « complémentaire de l'autoroute A75 » entre Clermont-Ferrand et Béziers, il est toutefois concurrencé par l'axe Bordeaux – Lyon – Genève, qui correspond pour partie à l'autoroute A89. La mise à 2 × 2 voies, promise par Édouard Balladur alors Premier ministre à l'époque du débat, n'a toujours pas commencé en Lozère, selon Élisabeth Borne, ministre des Transports, qui a présenté le 26 novembre 2018 un projet d'orientation des mobilités avec un plan de désenclavement d'axes routiers en France, dont la RN 88.
Pour d'autres départements, la mise à 2 × 2 voies répond à une logique d'ouverture de certains territoires, comme dans le département de l'Aveyron, où la route est le seul mode de transport « qui [permet] la desserte économique et touristique » du département, sans concurrence possible avec la grande vitesse ferroviaire.

#### Sections déjà aménagées à2 × 2 voies
Plusieurs tronçons sont déjà à 2 × 2 voies.
Dans le prolongement de l'autoroute A47, la section entre Saint-Chamond et Yssingeaux (à l'exception des viaducs de Terrenoire et du Lignon) a été mise à 2 × 2 voies, tout comme les contournements de Blavozy et du Puy-en-Velay ainsi qu'une section autour de Bessamorel. La section de Saint-Chamond à Saint-Étienne (entre l'autoroute A47 et la route nationale 488) est même à 2 × 3 voies.
En région Occitanie, de Baraqueville et de Naucelle dans l'Aveyron, et de Carmaux et d'Albi dans le Tarn, ont été mises à 2 × 2 voies.
Le contournement de Baraqueville, au sud-ouest de Rodez, a été déclaré d'utilité publique le 22 mai 2006. Les travaux ont commencé en 2014. La section de Molinières au nord de Baraqueville (échangeur avec la RD 911) a été mise en service le 14 octobre 2019 ; celle entre Baraqueville et la Mothe (au sud) l'a été le 11 mai 2022. L'achèvement du contournement de Baraqueville marque la fin de l'aménagement de la section d'Albi à Rodez à 2 × 2 voies.
Dans le Tarn, la section comprise entre Tanus et la Croix de Mille (communes de Pampelonne et de Saint-Jean-de-Marcel) a été mise en service le 14 octobre 2013. Cette réalisation a coûté 49,5 millions d'euros, financée par l'État, la région Midi-Pyrénées et le conseil général du Tarn.
Le doublement de la rocade d'Albi a été inauguré le 29 avril 2015 et marque la fin de l'aménagement de la RN 88 à 2 × 2 voies dans le département du Tarn, mis à part la traversée de Lescure-d'Albigeois.

#### Sections en cours d'aménagement à2 × 2 voies
Afin de finaliser cet axe, plusieurs tronçons doivent encore être mis en 2 × 2 voies. Plusieurs sections ont été mises en service en 2 × 2 voies entre 2013 et 2015. Les derniers tronçons sont en 2021 en chantier pour achever la mise à 2 × 2 voies de l'ensemble de l'itinéraire, en Haute-Loire (déviation d'Yssingeaux et contournement du Pertuis).
Un plan État-région (2023-2027) a été négocié pour le chantier de la RN88 entre Rodez et Laissac et pour la rocade de Rodez.

## Exploitation
La route nationale 88 est gérée par trois directions interdépartementales des Routes (DIR) :
- la DIR Centre-Est, de Saint-Chamond à Firminy (voie rapide urbaine de Saint-Étienne)[35] ;
- la DIR Massif Central, de Firminy à Lapanouse[36] ;
- la DIR Sud-Ouest, district Est, de Sévérac d'Aveyron à Marssac-sur-Tarn[37].

Certains tronçons déclassés à la suite de la mise en service de voies rapides ou de déviations sont transférés aux départements.
L'ancienne route nationale 88 dessert deux métropoles (intercommunalités) et les sections de route aménagées et entretenues jusqu'alors par les départements deviennent des routes métropolitaines, gérées par ces métropoles :
- à Saint-Étienne Métropole (Loire), la quasi-intégralité de la D 88 devient la M 88[Note 1] ;
- à Toulouse Métropole (Haute-Garonne), la D 888 devient la M 888.

## Parcours

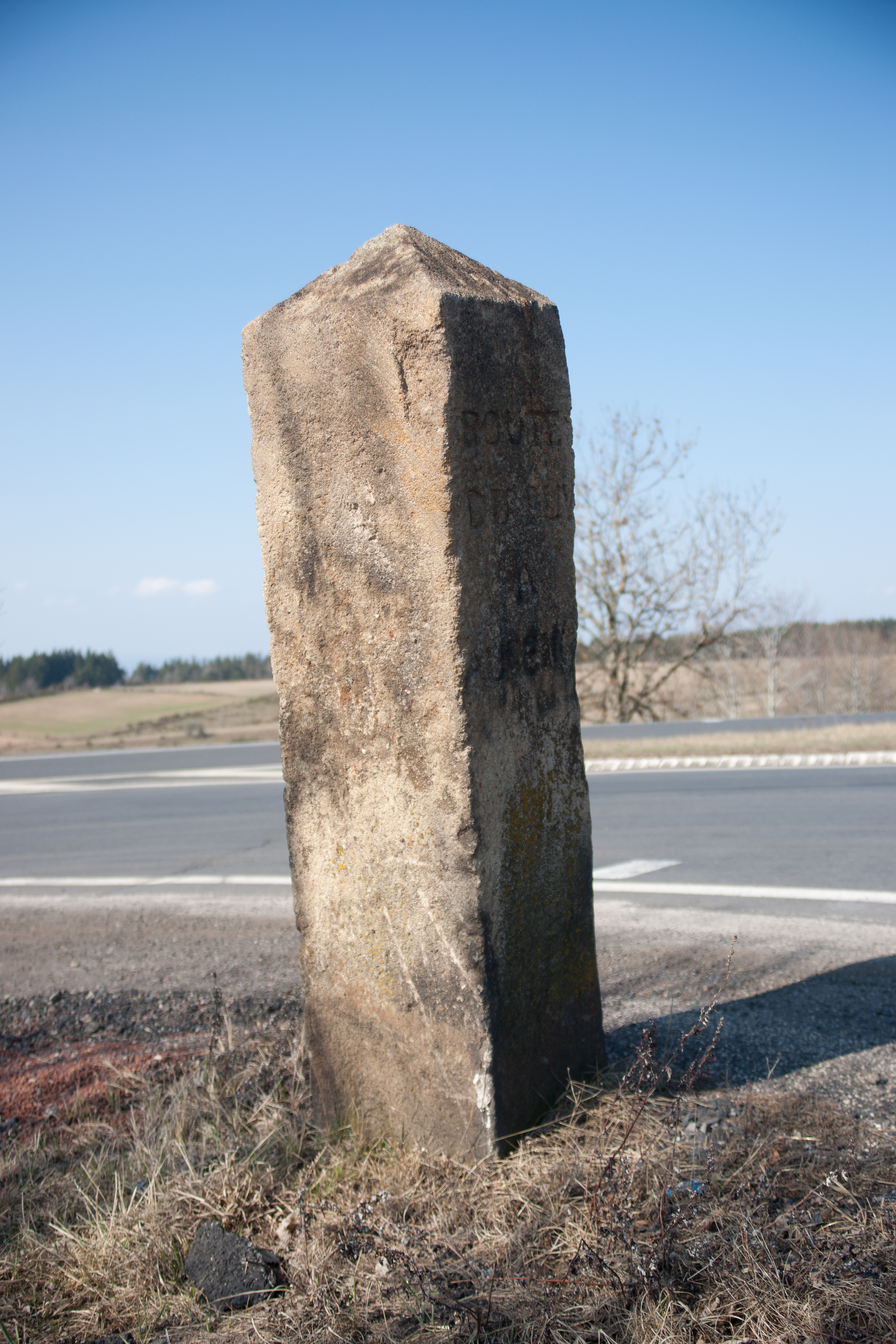
Une borne routière au bord de la RN 88.

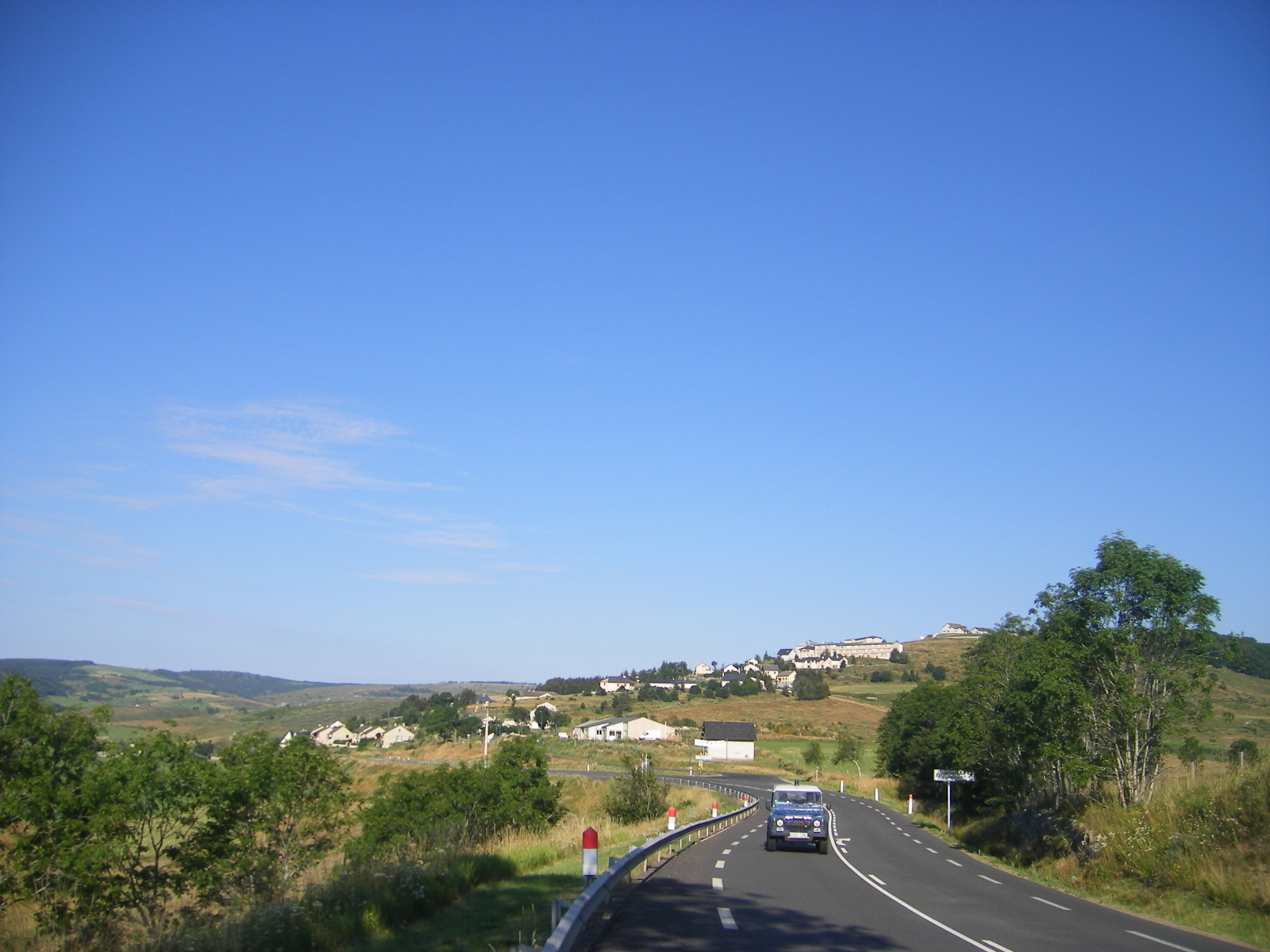
La nouvelle RN 88 près de Châteauneuf-de-Randon.

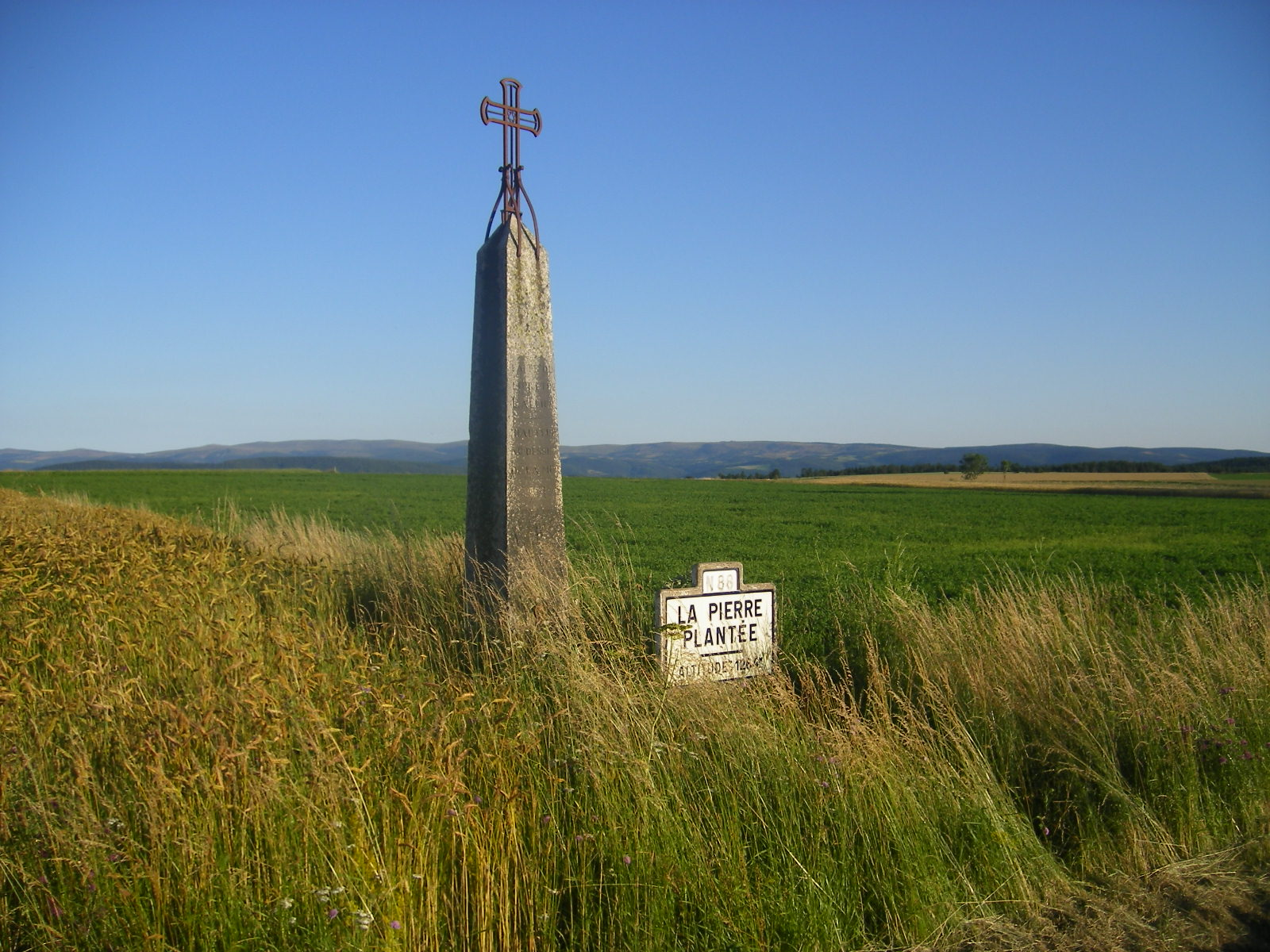
Le col de la Pierre Plantée.

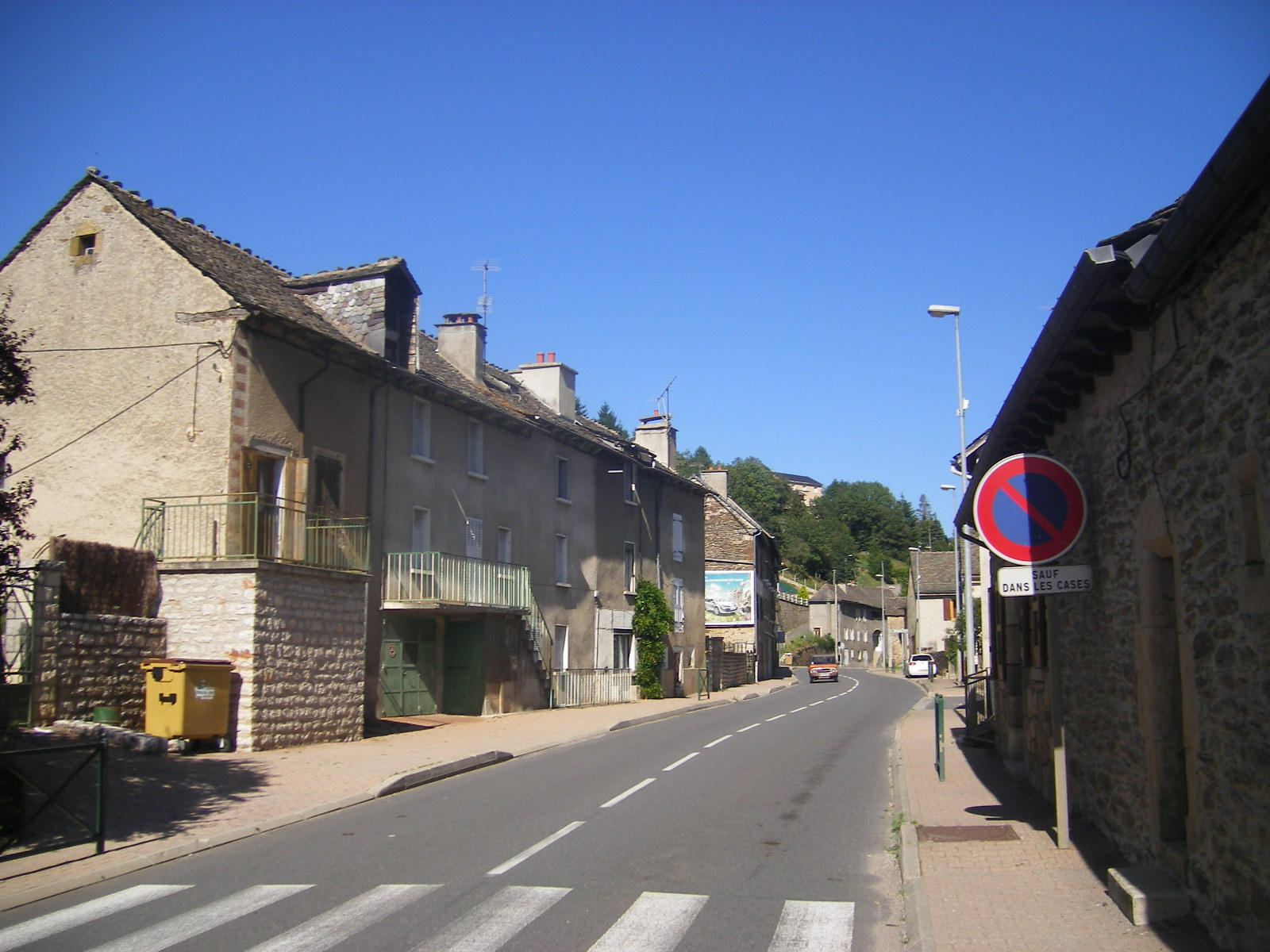
La RN 88 dans Badaroux.

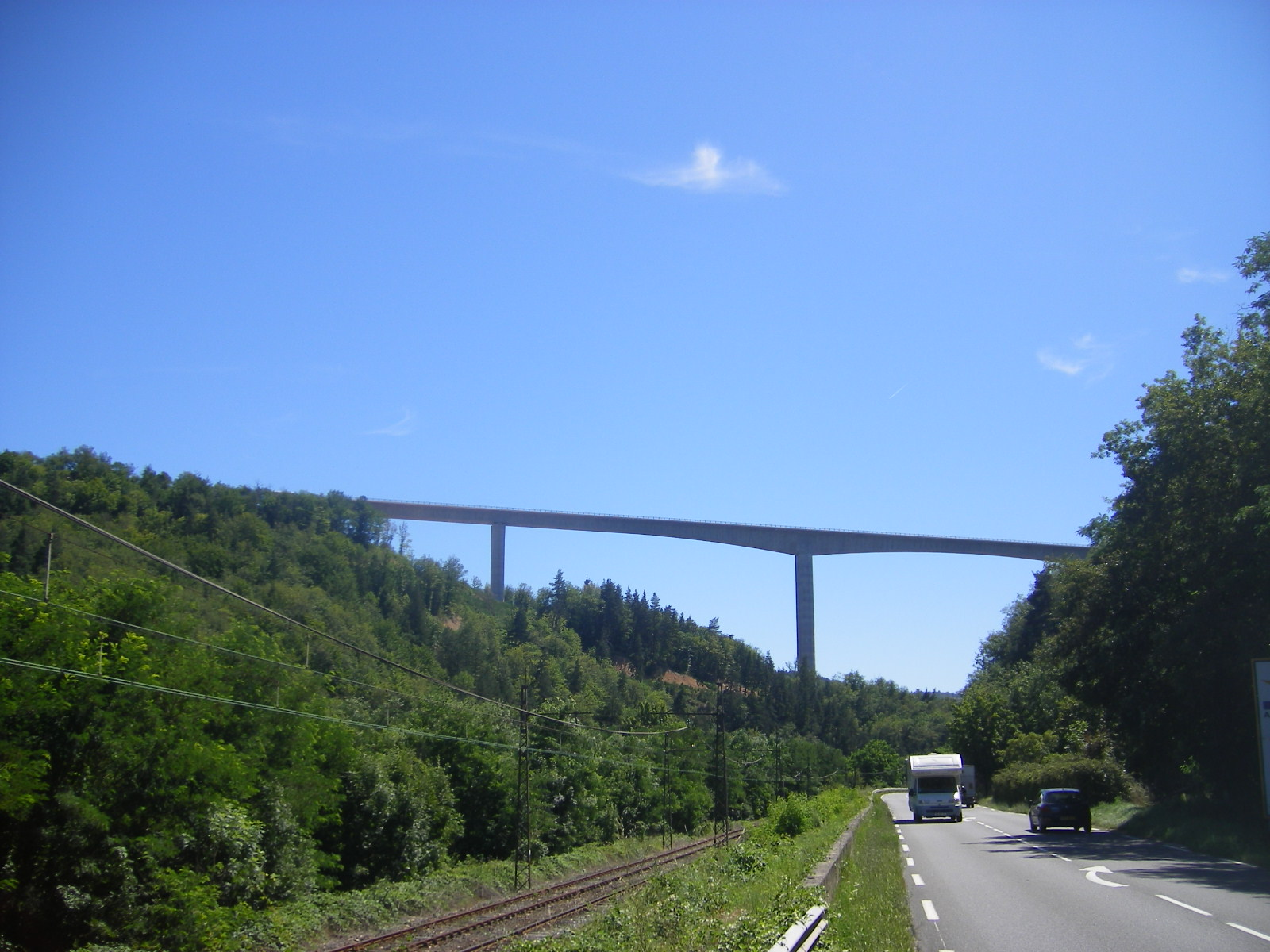
La RN 88 passe au-dessus de la ligne de Béziers à Neussargues et de l'ex RN 9 par le viaduc de la Colagne (commune du Monastier-Pin-Moriès).

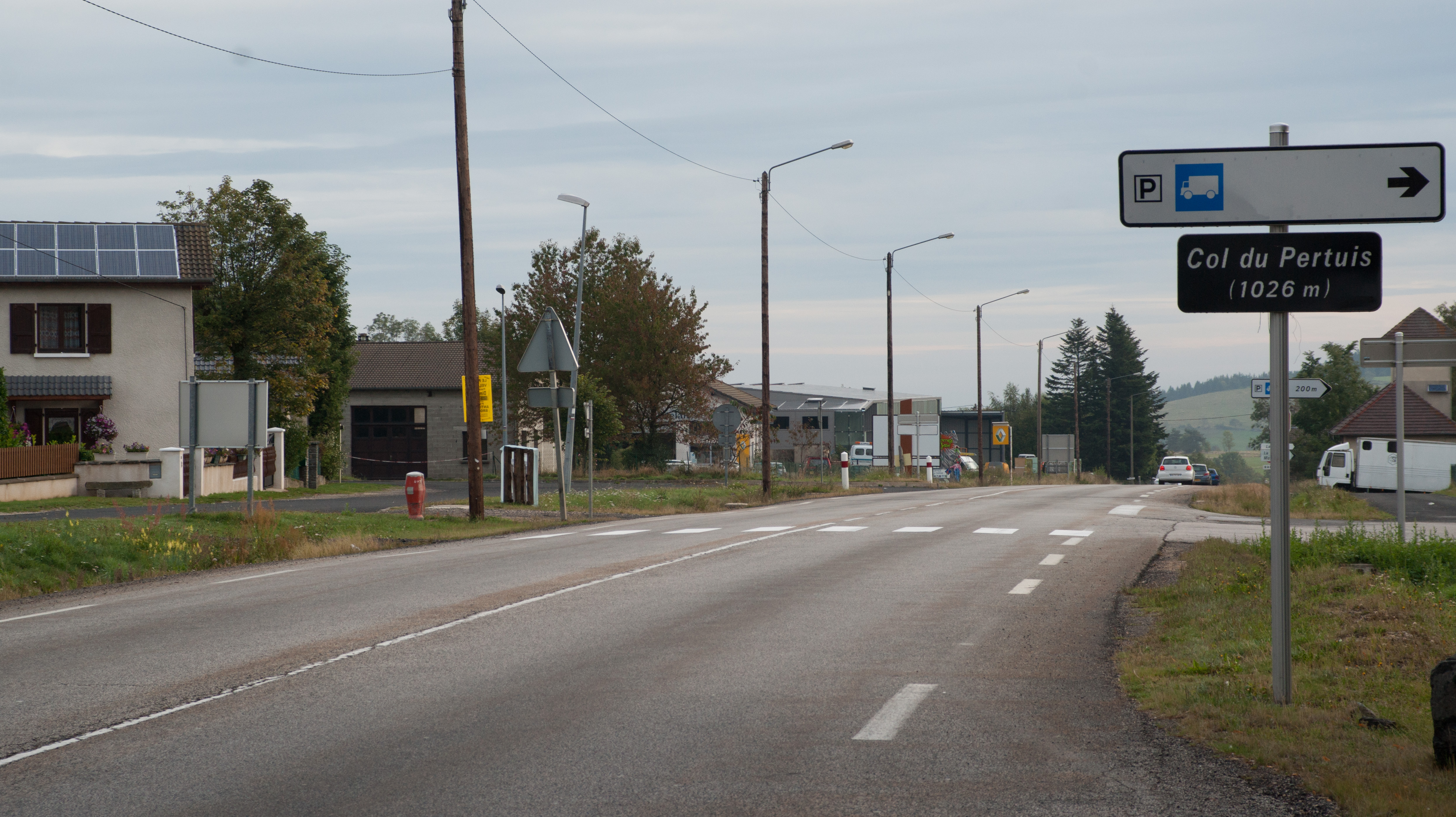
La RN 88 au col du Pertuis.

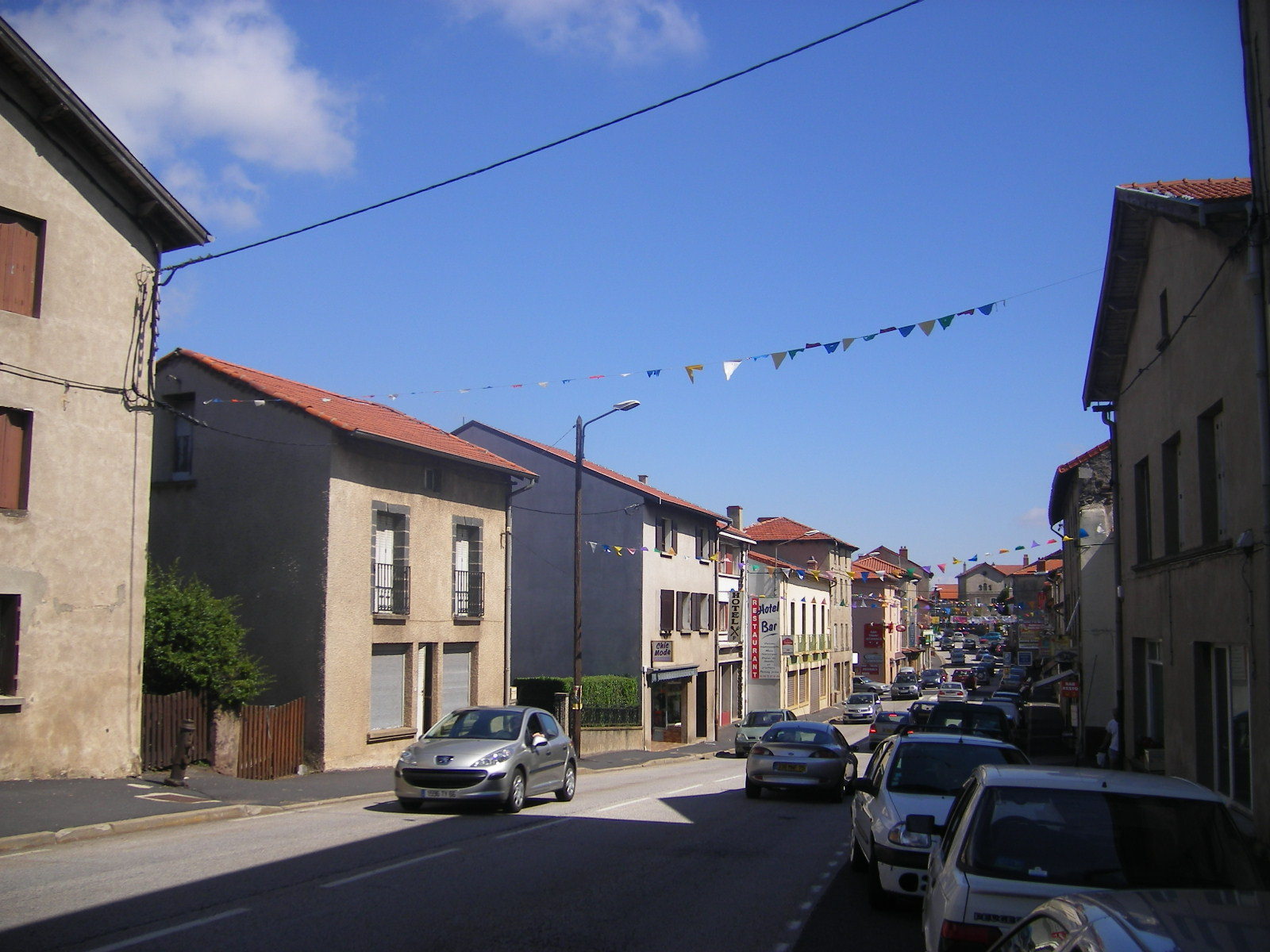
La RN 88 à Costaros.

Les principales villes desservies par la route nationale 88 sont : Saint-Étienne, Le Puy-en-Velay, Mende, Rodez et Albi.

### De Lyon au Puy-en-Velay

#### De Lyon à Saint-Chamond
De Givors à Saint-Chamond, la route traverse la vallée du Gier et est doublée par l'autoroute A47. Entre Givors et Chabanière, la route est déclassée D 488 y compris sur la partie ligérienne traversant les communes de Dargoire et de Tartaras. Sur le territoire communautaire de Saint-Étienne Métropole, la route est renommée M 88.
Les communes traversées sont :
- Givors ;
- Saint-Romain-en-Gier ;
- La Madeleine, commune de Saint-Maurice-sur-Dargoire (commune déléguée de Chabanière) ;
- Saint-Joseph ;
- Rive-de-Gier ;
- Lorette ;
- La Grand-Croix ;
- L'Horme ;
- Saint-Chamond.

À Saint-Chamond, l'ancienne N 88 emprunte la rue de Lyon et la rue Gambetta. L'ancienne A47 qui traversait encore la ville jusqu'en 1991 a été déclassée en D 288, actuellement M 288. Au croisement avec la fin de l'ancienne route nationale 498, un autopont a été construit en mai 1971 et démoli en 1992 à la suite de la mise en service du contournement de Saint-Chamond par l'A47.

#### De Saint-Chamond au Puy-en-Velay
À partir de Saint-Chamond, et jusqu'à Saint-Étienne, la route nationale 88 remplace l'A47 (à 2×3 voies).
La route est en 2×2 voies jusqu'à Yssingeaux sauf au-dessus du Lignon (viaduc du Lignon). Elle sera mise en 2×2 voies jusqu'aux Fangeas (terme sud de la déviation du Puy. La déviation du Puy a été mise en service en juillet 2018).
Les communes traversées sont :
- Saint-Chamond (km 0) ;
- Saint-Étienne (km 8) ;
- La Ricamarie ;
- Le Chambon-Feugerolles ;
- Firminy (km 21) ;
- Saint-Ferréol-d'Auroure ;
- Pont-Salomon par le viaduc de Pont-Salomon ;
- La Chapelle-d'Aurec ;
- Monistrol-sur-Loire (km 37) ;
- Saint-Maurice-de-Lignon ;
- Yssingeaux (km 55) ;
- Bessamorel ;
- Le Pertuis (km 63) ;
- Saint-Hostien (km 67) ;
- Saint-Pierre-Eynac ;
- Blavozy ;
- Saint-Germain-Laprade ;
- Brives-Charensac ;
- Le Puy-en-Velay (km 82).

### Du Puy-en-Velay à Sévérac-le-Château

#### Du Puy-en-Velay à Châteauneuf-de-Randon

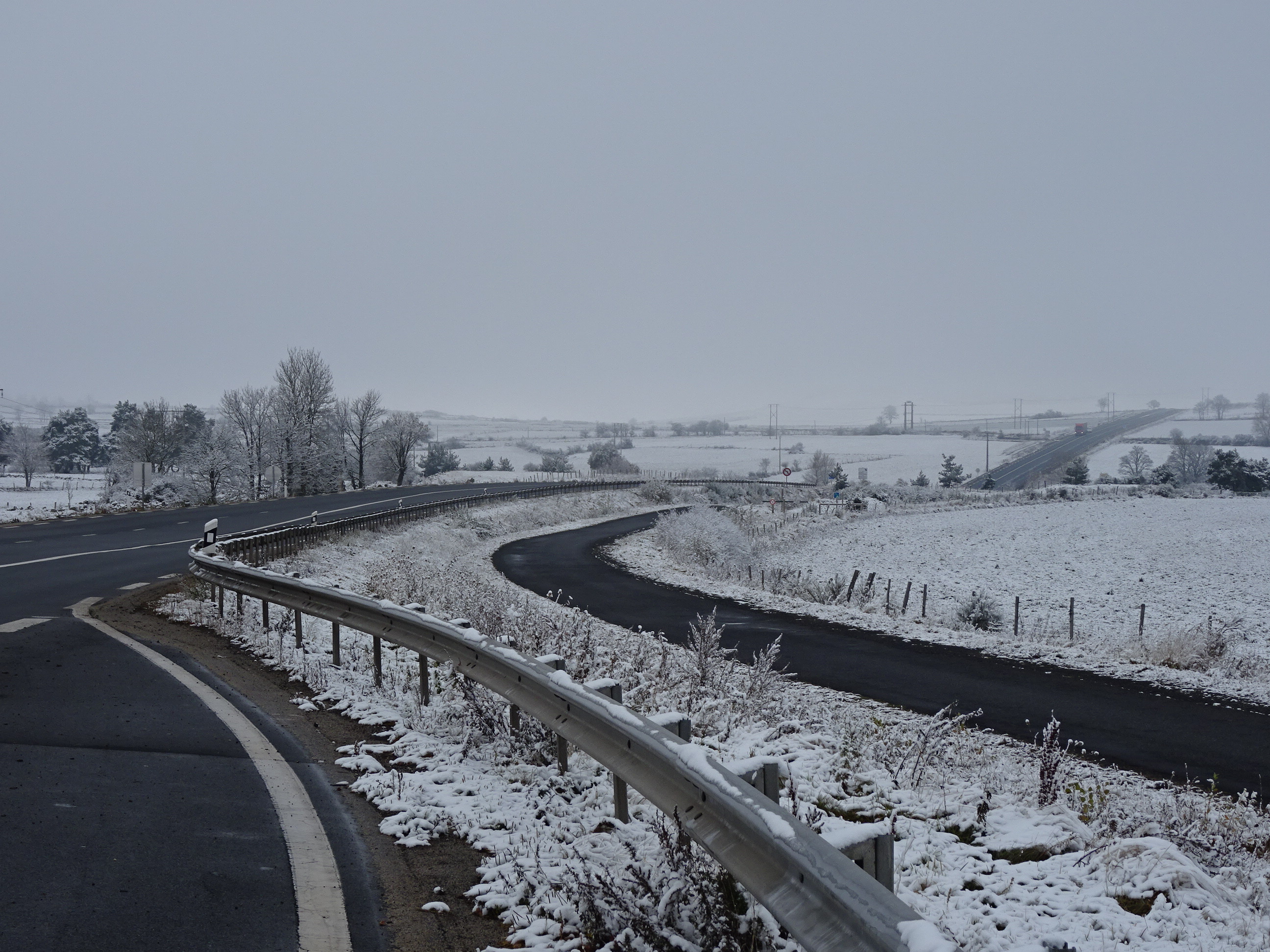
La RN88 au Brignon (Bizac)

Les communes et lieux-dits traversés sont :
- Les Baraques et Tarreyres, commune de Cussac-sur-Loire ;
- Montagnac, commune de Solignac-sur-Loire ;
- Bizac, commune du Brignon ;
- Costaros (km 101) ;
- La Sauvetat, commune de Landos (km 103) ;
- Col du Rayol (altitude 1 240 m).

La RN 88 a changé de tracé entre Costaros et Châteauneuf-de-Randon. Son tracé actuel passe par les anciens tronçons des RN 102, RN 106 et RN 500. L'actuelle RN 88 passe par :
- Pradelles (km 116) ;
- La Ribeyre, commune de Lespéron (km 120) ;
- Langogne (km 124) ;
- Baraque de Saint-Flour, commune de Saint-Flour-de-Mercoire ;
- Col de la Baraque de l'Air (altitude 1 200 m) ;
- Chaudeyrac ;
- L'Habitarelle, commune de Châteauneuf-de-Randon (km 143).

L'ancienne RN 88 a été déclassée en RD 88 dans la Haute-Loire et en RD 988 dans la Lozère dans les années 1970. Elle passait par :
- Landos ;
- Saint-Bonnet-de-Montauroux ;
- Laval-Atger ;
- Auroux ;
- Pierrefiche ;
- Châteauneuf-de-Randon ;
- L'Habitarelle, commune de Châteauneuf-de-Randon.

#### De Châteauneuf-de-Randon à Sévérac-le-Château
Les cols et communes traversés sont :
- Col de la Pierre Plantée (altitude 1 263 m), point culminant de la RN 88 (km 149), panneau indicateur à 1 264 m ;
- Laubert (km 152) ;
- Pelouse ;
- Col de la Tourette (844 m) (km 162), raccordement ancienne route nationale 101 ;
- Badaroux (km 165) ;
- Mende (km 171) ;
- Balsièges ;
- Barjac (km 184) ;
- Chanac (km 191).

### De Sévérac-le-Château à Toulouse
La route devait initialement être totalement à 2 × 2 voies entre Rodez et Toulouse en 2020. Le contournement de Baraqueville qui clôt la mise en 2 × 2 voies entre Albi et Rodez a été mis en service le 14 octobre 2019 pour sa section nord, et le 11 mai 2022 pour sa section sud.

#### De Sévérac-le-Château à Rodez
Entre Sévérac-le-Château et Rodez, l'actuelle RN 88 passe par un ancien tronçon de la RN 595.
Les communes traversées sont :
- Sévérac-le-Château, commune déléguée de Sévérac d'Aveyron (km 240) ;
- Lapanouse, commune déléguée de Sévérac d'Aveyron (km 239) ;
- Recoules-Prévinquières ;
- Gaillac-d'Aveyron ;
- Laissac, commune déléguée de Laissac-Sévérac l'Église (km 258) ;
- Bertholène ;
- La Roquette, commune d'Onet-le-Château ;
- Rodez (km 284).

Entre l'ex-RN 9, près de Banassac, et Rodez, l'ancienne RN 88 a été déclassée en RD 988 dans les années 1970. Elle passait par :
- Saint-Laurent-d'Olt ;
- Saint-Geniez-d'Olt ;
- Sainte-Eulalie-d'Olt ;
- Cruéjouls ;
- Gabriac ;
- Bozouls ;
- Lioujas, commune de La Loubière : une déviation par le nord a été construite dans le cadre de l'aménagement de l'actuelle RN 88 entre Rodez et Causse Comtal[29], appelée D 1088 alors que la traversée de Lioujas reste la D 988 ;
- Sébazac-Concourès ;
- Onet-le-Château ;
- Rodez.

#### De Rodez à Albi
Sur le secteur du Grand Rodez, la RN 88 est transformée en boulevard urbain (doublement des voies, nombreuses bretelles d'entrées et de sorties, vitesse limitée entre 70 et 90 km/h) pour permettre la fluidité du trafic, extrêmement dense.
Sur le tronçon entre Rodez et Albi (représentant 70 kilomètres entre ces deux villes), la RN 88 est entièrement à 2×2 depuis mai 2022 (contournement de Baraqueville et Tauriac-de-Naucelle) hormis la déviation de Lescure-d'Albigeois. La rocade d'Albi est doublée avec une vitesse limitée à 90 km/h depuis février 2015. Ainsi, les automobilistes peuvent rejoindre Toulouse de Rodez sur un tracé entièrement à double voie. Le temps de trajet est de 80 minutes environ[réf. souhaitée].
Avant la mise en voie express, les communes traversées sont :
- La Primaube (km 290) ;
- Calmont ;
- Baraqueville (km 300) ;
- Naucelle-Gare (km 314) ;
- Tauriac-de-Naucelle (km 320) ;
- Tanus ;
- Carmaux (km 341) ;
- Le Garric ;
- Lescure-d'Albigeois ;
- Albi (km 360).

#### D'Albi à Toulouse

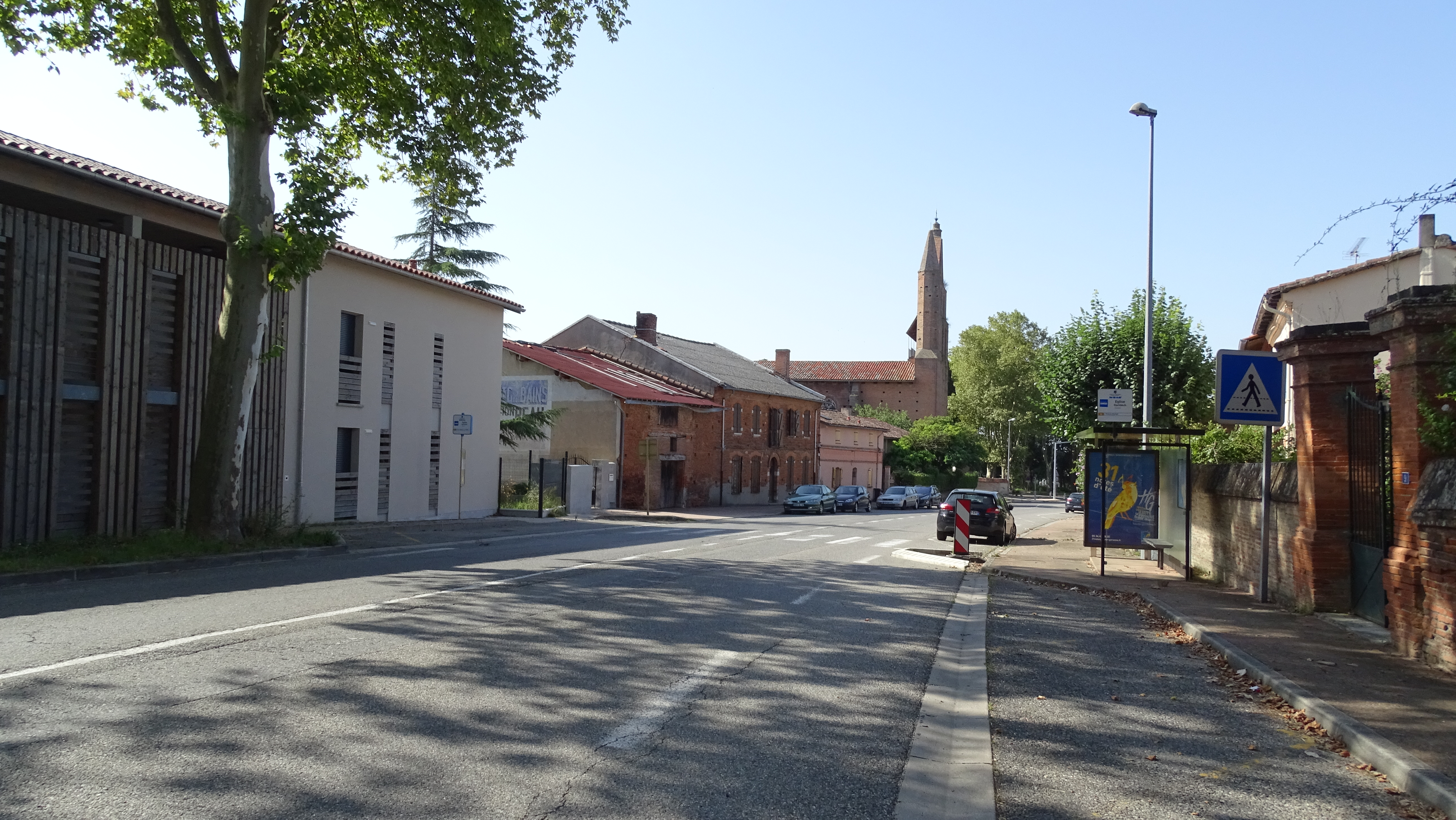
La RN 88 à Garidech.

À partir de Marssac-sur-Tarn, la route est dédoublée par l'autoroute A68. Contrairement à l'autoroute, l'ancienne route nationale dessert les communes situées en rive droite entre Marssac-sur-Tarn et Saint-Sulpice.
Elle est déclassée en RD 988 entre Albi et la limite départementale du Tarn et de la Haute-Garonne, puis en RD 888 jusqu'à Toulouse.
Les communes traversées sont :
- Marssac-sur-Tarn ;
- Gaillac (km 382) ;
- Lisle-sur-Tarn ;
- Rabastens (km 399) ;
- Gémil ;
- Montastruc-la-Conseillère (km 416) ;
- Garidech ;
- Castelmaurou ;
- Rouffiac-Tolosan ;
- Saint-Jean ;
- L'Union ;
- Toulouse (km 435).

## Oppositions au contournement duPertuiset deSaint-Hostien
La réalisation de ce contournement, situé sur le parcours Saint-Chamond – Le Puy-en-Velay, suscite des oppositions de militants écologistes qui réalisent des actions non-violentes pour empêcher la poursuite des travaux.

## Sections aménagées en voie express
Certaines sections de la route nationale 88 ont été aménagées à deux fois deux voies (et même deux fois trois voies entre Saint-Chamond et Saint-Étienne), afin d'améliorer la sécurité routière.

### Section A47 (Saint-Chamond) - Le Puy-en-Velay
- Continuité de l’A47
- 17 Quartiers de Saint-Chamond desservis : Izieux, La Varizelle ; zone commerciale de la Varizelle (demi-échangeur orienté vers l'A47)
- Aire de service de la Chabure (sens Saint-Étienne - Givors)
- 18 Quartier de Saint-Étienne desservi : Terrenoire (demi-échangeur sens Nord-Sud)
- Échangeur entre RN 88, RN 488 et A72 (demi-échangeur)
- 19 Quartier de Saint-Étienne desservi : Terrenoire (demi-échangeur sens Sud-Nord)
- 20 Quartiers de Saint-Étienne desservis : Montplaisir, Beaulieu, centre hospitalier privé de la Loire
- 21 Quartiers de Saint-Étienne desservis : centre-ville, La Métare, Le Rond-Point, Parc naturel régional du Pilat
- Passe dans le tunnel du Rond-Point
- 23 Quartier de Saint-Étienne desservi : La Rivière (km 39)
- 24 : Annonay, Col de la République (interdit aux PL de plus de 12 tonnes), Bourg-Argental, Bellevue
- 25.1 : Hôpital de Bellevue, Faculté de médecine
- 25.2 : La Ricamarie, Solaure
- Échangeur entre RN 88 et RM 201 (contournement ouest de Saint-Étienne), Roanne, Clermont-Ferrand
- 28 : La Ricamarie (demi-échangeur sens Sud-Nord)
- 29 : Le Chambon-Feugerolles centre (demi-échangeur sens Nord-Sud)
- 30 : Le Chambon-Feugerolles Croix-Bleue
- Aires de service des Crozes (sens Saint-Étienne – Le Puy),  du Réal (sens Le Puy – Saint-Étienne)
- 31 : Firminy-Fayol, Saint-Just-Malmont, Parc d'activités du Chambon
- 32 : Firminy-centre, Firminy-Vert, Fraisses-centre, Unieux (demi-échangeur sens Nord-Sud)
- 33 : Firminy-centre, Fraisses-centre, Unieux, Gorges de la Loire (demi-échangeur sens Sud-Nord)
- 34 : Firminy-Chazeau, Firminy-Vert, Fraisses-Montessus

Entrée dans le département de la Haute-Loire, (région Auvergne-Rhône-Alpes)
- 35 D 6 : Saint-Ferréol-d'Auroure
- Passage sur la Semène par le viaduc de Pont-Salomon
- 36 D 455 : Aurec-sur-Loire, Pont-Salomon
- 37 D 12 : La Chapelle-d'Aurec, La Séauve-sur-Semène, Saint-Didier-en-Velay, Saint-Just-Malmont, zone d'activités de Montusclat-Portes du Velay
- 38 : Monistrol-sur-Loire-Nord Avenue Charles de Gaulle (sens Saint Étienne - Le Puy)
- Aire de repos de Monistrol-sur-Loire (sens  Saint-Étienne - Le Puy)
- 39 D 44 : Monistrol-sur-Loire-Centre, Sainte-Sigolène
- 40 : Monistrol-sur-Loire-Sud Bas-en-Basset, Retournac, Les Villettes, Beauzac (deux demi-échangeurs, débouchant sur la D 12 dans le sens Saint-Étienne – Le Puy, et sur la D 47 dans le sens Le Puy – Saint-Étienne)
- Franchissement du Lignon du Velay par le viaduc du Lignon (à 2 × 1 voie)
- 41 : Saint-Maurice-de-Lignon, Beauzac
- 42 D 105 : Yssingeaux, Tence, Montfaucon-en-Velay, Annonay, Valence
- 43 D 103 : Yssingeaux-centre, Retournac, Rosières, Tence
- 44 D 431 : Bessamorel, Saint-Julien-du-Pinet
- 47 D 43 : Saint-Étienne-Lardeyrol
- 48 D 156 : Blavozy, Chaspinhac, Malrevers, Rosières
- 49 D 150 : Saint-Germain-Laprade, Brives-Charensac, Le Monastier-sur-Gazeille
- 50 D 374 : Le Monteil, Chadrac, Brioude, Clermont-Ferrand

### Déviation du Puy-en-Velay
La rocade du Puy-en-Velay, d'une longueur de 9 km, est inaugurée le 13 juillet 2018 par la ministre des Transports Élisabeth Borne et mise en service intégralement le 18 octobre 2018.
- 51 D 373 : Le Puy en Velay-centre, zone d'activités de Corsac-Chassende
- 52 : Coubon, zone d'activités de Taulhac
- Viaduc de Taulhac
- Fin de voie rapide sur un carrefour giratoire

### Section Le Puy-en-Velay - A75 (Marvejols)
- En projet entre le Puy-en-Velay et l'A75
- Viaduc de la Colagne
- Échangeur entre A75 et RN 88

### Section commune A75 - RN88
- 39.1 : Mende
- 39.2 : Saint-Germain-du-Teil

Connexions entre l'A75 et la N 88

- 40 : Banassac, La Canourgue
- 41 : Campagnac
- 42 : Sévérac-le-Château, Rodez

### Section A75 (Sévérac-le-Château) - Rodez
- Échangeur entre A75  42 et RN 88
- D 888  Aire de service de L'Aveyron (dans les deux sens), Sévérac-le-Château, Le Massegros
- Carrefour giratoire
- Section de Séverac-le-Château à Rodez en 2x1 voies.
  - Déviation de Recoules-Prévinquières (2×2 voies)
  - Section Le Causse-Comtal-Rodez (D 1088), ouverte le 9 décembre 2020 pour la partie nord et le 21 janvier 2022 pour la partie sud[44].

### Rocade de Rodez

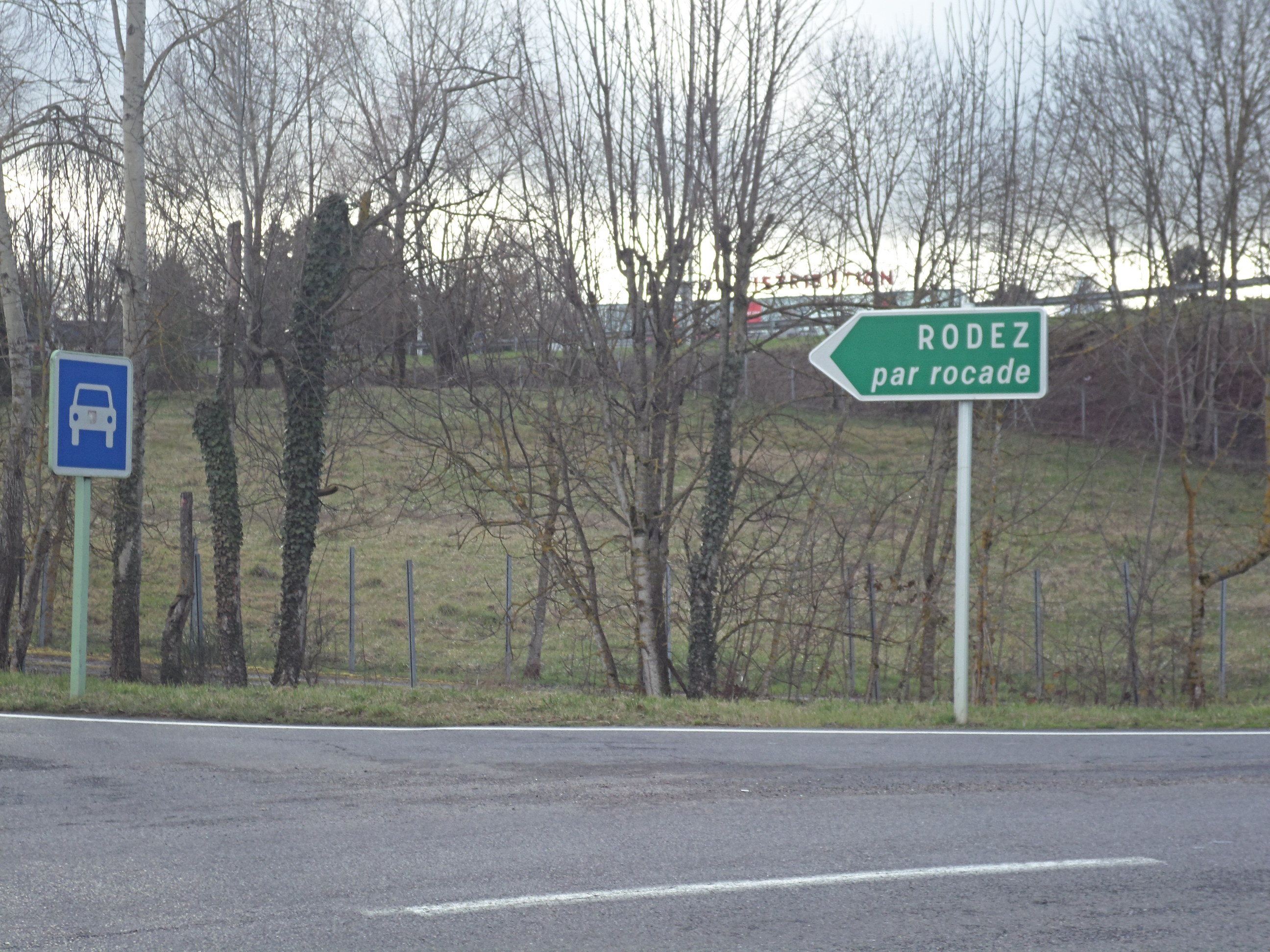
Entrée de la rocade de Rodez.

- Carrefour giratoire entre N88 et D988 (Onet-le-Château, Espalion, Aurillac) : Saint-Marc (futur  34 Saint-Marc - D988)
- (sens Albi-Séverac) : Onet-le-Château
- Carrefour giratoire entre N88 et D901 (Onet-le-Château-Les Costes Rouges, Marcillac-Vallon, Conques) : Les Moutiers (futur  33 Les Moutiers - D901)
- Carrefour giratoire entre N88 et D840 (Montauban, Decazeville, Villefranche-de-Rouergue, Rodez) : Saint-Félix (futur  32 Saint-Félix - D840)
- D67 : Centre Hospitalier, La Mouline (futur  31: Rodez-Bourran)
- Aire de repos d'Olemps (sens   Albi - Rodez)
- D212E : Olemps-centre (futur  30)

### Section Rodez - Albi
- Section de Rodez à Carmaux(2×2 voies)
  -  D888 (de et vers Rodez) : Luc-La-Primaube, Le Monastère, Pont-de-Salars, Réquista
  -  27 D888 : Millau, Luc-La-Primaube
  -  26 D911: Cahors, Villefranche-de-Rouergue, Baraqueville, Belcastel
  -  D997 Cassagnes-Bégonhès, Sauveterre de Rouergue, Naucelle
  -  D888 : Tauriac de Naucelle
  -  Viaduc routier du Viaur (longueur 573 m - hauteur 130 m)
  -  D53 : Pampelonne, Tanus, Padiès
  -  D988 : Carmaux-Z.A. Nord
  -  D91 : Rosières, Carmaux - Centre, Valderiès
  -  Carrefour giratoire entre N88 et N2088 (Carmaux) : La Tête
- Section de Carmaux à Albi (2×2 voies séparées non autoroutières sur 3,5 km et 2×1 voies sur 2,5 km)
  -  Carrefour giratoire entre N88 et D903 (Arthès, Saint-Juéry, Valderiès, Valence-d'Albigeois et Réquista) : L'Hermet

### Rocade d'Albi
- Partie aménagée en 2×2 voies non autoroutière remplacée dans l'avenir par le barreau de Lescure
  -  Carrefour giratoire entre N88 et Lescure-d'Albigeois
  -  Carrefour giratoire entre N88 et D988 (Albi) : Larquipeyre
  -  : Albi - Cantepau
- 19 : Saint-Juéry
- 18 : Millau, Lacaune, Villefranche-d'Albigeois, Saint-Juéry
- 17 : Teillet, Fauch, Fréjairolles
- 16 : Albi - Centre
- 15 : Castres, Graulhet, Réalmont, Puygouzon
- 14 : Albi - Université, Le Séquestre
- 13 : Le Séquestre - centre, Fonlabour
- 12 : Florentin, Rouffiac, Terssac
- 11 : Marssac-sur-Tarn, Florentin

### Section Albi - Toulouse par l'A68
La section entre Marssac-sur-Tarn et Gaillac a été aménagée en 2 × 1 voie entre 1984 et 1988, puis en 2 × 2 voies en 1997.
- 10 : Lagrave, Cadalen
- 9 : Montauban, Rabastens, Gaillac, Graulhet
- Aire de repos des Issarts (sens  Toulouse - Albi)
- Aire de repos de Sanbatan (sens  Albi - Toulouse)
- 8 : Lisle sur Tarn
- 7 : Graulhet, Rabastens
- 6 : Castres, Villemur-sur-Tarn, Saint-Sulpice et Lavaur
- 5 : Montauban, Saint-Sulpice et Roquesérière (en cours d'aménagement)
- Aire de repos Portes du Tarn (dans les deux sens)
- 4 : Bessières, Buzet-sur-Tarn
- 3 : Toulouse par RD, Castelmaurou, Montastruc-la-Conseillère
- Échangeur entre A680 et A68 : Castres, Mazamet, Puylaurens, Verfeil
- Péage de Toulouse-Est
- 1 : L'Union
- Échangeur entre A61, A62 et A68

Périphérique de Toulouse